# فابيو كونكاس
فابيو كونكاس (بالإيطالية: Fabio Concas) (17 نوفمبر 1986 بجنوة في إيطاليا - ) هو لاعب كرة قدم إيطالي في مركز الوسط. لعب مع نادي ترنانا ونادي سامبدوريا ونادي فاريسي ونادي كاربي ونادي سافونا ‏ وكارسو كالتشيو ‏.

## روابط خارجية
- فابيو كونكاس على موقع قاعدة بيانات كرة القدم.إي يو (الإنجليزية)
- فابيو كونكاس على موقع Soccerway.com (الإنجليزية)
- فابيو كونكاس على موقع عالم كرة القدم.نت (الإنجليزية)